# Dusona andalusica
Dusona andalusica  (лат.) — вид мелких наездников—ихневмонид рода Dusona из подсемейства Campopleginae  (Ichneumonidae).

## Распространение
Европа: Испания (Андалузия).

## Описание
Длина тела от 8 до 9 мм. Жгутик усика самок состоит из 43 члеников (у самцов из 46 члеников). Основная окраска чёрная (конечности светлее, брюшко частично со светлыми отметинами). Клипеус слабо выпуклый. Внутренние края глаз несут орнамент в виде глубокого выреза напротив основания усиков. Зеркальцо переднего крыла большое и от его середины отходит 2-я возвратная жилка. Дыхальце проподеума удлинённое. Брюшные сегменты сжатые с боков. Нижнечелюстные щупики 5-члениковые, нижнегубные щупики состоят из 4 сегментов. Предположительно, как и другие виды своего рода паразитируют на гусеницах бабочек.
Вид был впервые описан в 2009 году немецким энтомологом профессором Клаусом Хорстманном (1938—2013; Dr. Klaus Horstmann, Lehrstuhl Zoologie III, Biozentrum, Würzburg, Германия).